# Mas`ûd Ier
Pour les articles homonymes, voir Rukn ad-Dîn.
Rukn ad-Dîn Mas`ûd ben Qilij Arslân, Rükneddin Mesud ou Mas`ûd Ier est un sultan seldjoukide de Roum. Il est le troisième fils de Kılıç Arslan Ier et le successeur de son aîné Malik Chah Ier en 1116. Il meurt vers 1156 et est enterré à Iconium.

## Biographie
En 1107, Kılıç Arslan Ier est appelé par les habitants de Mossoul. Il entre dans la ville et s’y fait proclamer sultan. Vaincu par le Grand Saljûqide Muhammed Ier, il doit se replier et se noie en traversant un fleuve (juin/juillet 1107). Le fils aîné Kılıç Arslan étant mort, Malik Chah, le second fils qui n'a que onze ans lui succède mais est fait prisonnier au cours de la bataille où son père a été tué.
En 1109, Malik Châh est libéré. Il prend le titre de sultan de Konya en 1110. Il tente en vain de combattre les Byzantins. 
En 1116, l'empereur byzantin Alexis Ier remporte une victoire à Philomélion. C’est pendant la négociation de paix que Mas`ûd, troisième fils de Kılıç Arslan prend le pouvoir et s'allie aux Danichmendides. Il a épousé une fille de Amir Ghazi Gümüchtegin fils de Danichmend. Malik Châh est ensuite fait prisonnier, aveuglé puis étranglé.

### Le règne
Au printemps 1119, l’empereur byzantin Jean II Comnène lance sa première campagne contre les Turcs. Il prend Laodicée (Denizli) et Sozopolis (Uluborlu) aux Seldjoukides de Roum et attaque plus à l’est les Danichmendides.
En 1120, le Danichmendide Amir Ghazi Gümüchtegin avec l'aide des Artukides profite des opérations byzantines pour vaincre le souverain de Trébizonde et son allié de Mengüchek. le sultanat de Roum est alors dominé par les Danichmendides. 
En 1126, un frère cadet de Mas`ûd nommé `Arab, colonise Ankara et Kastamonu et s'avance vers Konya pour s'emparer du trône des Seldjoukides. Mas`ûd fait une alliance avec l'empereur, il défait son frère et le contraint à s'exiler en Cilicie. Ce retrait permet à l'empereur d'occuper Kastamonu. Les attaques de l'empereur en Cilicie et les tentatives de prises du pouvoir par `Arab laissent le champ libre à Amir Ghazi Gümüchtegin qui prend la côte de la Mer Noire. Mas`ûd dirige ses attaques plus à l'ouest. Amir Ghazi Gümüchtegin entre en Cilicie est vainc les croisés, en peu de temps il devient le souverain de tout l'est de l'Anatolie jusqu'à l'Euphrate. Le calife et le sultan Ahmad Sanjar lui décernent le titre de Malik (roi). 
En 1134, Amir Ghazi Gümüchtegin meurt. Mas`ûd profite de cette situation pour reprendre des villes.
En 1137, Jean II Comnène reprend la Cilicie  (petite Arménie), En août, il  fait le siège d’Antioche. Il impose, un temps seulement, une certaine suzeraineté sur la principauté d'Antioche.  
En 1139/40, L'empereur byzantin, Jean II Comnène, à la tête d'une grande armée part avec l'intention d'éliminer les Turcs d'Anatolie. Il est accompagné de Jean Tzelepes, frère aîné du futur empereur byzantin, Andronic Ier Comnène. Il veut aussi se débarrasser de Théodore Gavras prince de Trébizonde. Il atteint Néocésarée, après avoir subi de lourdes pertes dans le nord de l'Anatolie, et en fait le siège. Au cours de ce siège de violents combats opposent Turcs et Grecs. Jean Tzelepes déserte et se réfugie dans le camp de Mas`ûd. Il se convertit à l'Islam et épouse une des filles de Mas`ûd, il naît un fils de cette union. Les sultans ottomans se réclament de cette descendance. L'empereur est amené à se replier à Constantinople en passant par la Mer Noire. Ce repli ouvre de nouvelles occasions de conquêtes pour les Seldjoukides qui s'avancent jusqu'aux environs d'Antalya. 
Après la mort de Mehmed Ghazi en 1042, les Danichmendides se querellent entre eux pour la succession. Mas`ûd  en profite pour leur prendre Sivas et le contrôle de l'Anatolie passe rapidement des Danichmendides au Seldjoukides. Pendant que les Seldjoukides s'étendent vers l'est, les Turkmènes s'infiltrent en Anatolie en suivant les vallées du Méandre et de la Gediz. L'empereur Manuel Ier Comnène
réagit en pour sortir les Turcs d'Anatolie. Il nettoie l'ouest de l'Anatolie et se dirige vers Konya. Il vainc les Seldjoukides à Akşehir, brûle la ville et va sur Konya. La région est dévastée, une grande partie de la population est tuée. Le retour rapide de Mas`ûd vers Konya surprend les Byzantins. Cette expédition contre les Turcs est un nouvel échec. La menace d'une nouvelle croisade force les deux souverains à s'entendre pour combattre ce danger commun. 
Aux environs de Noël 1145, Louis VII de France annonce sa décision de partir pour porter secours aux États chrétiens de Palestine, menacés par les Turcs qui viennent d'envahir le comté d'Édesse. Le 11 juin 1147, le roi Louis VII part pour la deuxième croisade, à la tête de 300 chevaliers et d’une nombreuse armée, suivie peu à peu par des dizaines de milliers de pèlerins. Ils sont rejoints par l’armée de l’empereur Conrad III et prévoient de passer en Asie Mineure par Constantinople, où ils arrivent le 4 octobre 1147. Les armées allemandes sont conduites par des guides fournis par l'empereur Manuel Ier Comnène qui les emmènent sur des chemins détournés où ils subissent les attaques surprises des Turcs. Ils sont finalement anéantis le 25 octobre 1147 à Akşehir. Ceux qui tentent de faire demi tour sont détruits par les attaques des Grecs. Le roi de France prend conscience de l'impossibilité de traverser le territoire seldjoukide et essaie de prendre la route par Éphèse, Denizli, et Antalya. Il ne peut qu'atteindre Antalya. Les armées franques sont dans un état si pitoyable que les Turcs vont leur faire don de nourriture et d'argent, ce qui est ressenti comme le sommet de l'humiliation qui fait dire à certains : « Oh ! la sollicitude est plus cruelle que la traîtrise ». L’échec de cette croisade est largement dû aux Seldjoukides.
En 1149/50, Mas`ûd va combattre les croisés en Syrie. Pour toutes ces victoires, le calife envoie à  Mas`ûd les insignes de sa souveraineté. Il domine les Danichmendides de Sivas et de Malatya qui deviennent ses vassaux. Avec leur soutien il prend la Cilicie et quelques villes arméniennes. La conquête de la Cilicie s'interrompt à cause d'une épidémie de peste qui provoque son retour immédiat.

### La succession
Mas`ûd meurt vers 1156, il est enterré à Konya. Il a eu sept enfants dont cinq fils. L’aîné est mort avant lui. Son second fils Kılıç Arslan lui succède. Le troisième est assassiné peu après.
Le quatrième, nommé Chahanchah, a reçu un territoire autour de Çankiri et Ankara, mais il se rebelle contre son frère après la mort de leur père. Kılıç Arslan le démet de ses fonctions en 1169 et il doit s'exiler. Le cinquième, nommé Sancar-Chah, se voit attribuer Ereğli lorsque Kılıç Arslan partage le territoire entre ses enfants en 1186/87.

## L’héritage
C’est à la fin du règne de Mas`ûd que la mosquée d’Alaeddin à Konya a été construite (1153). Cette mosquée reste l’une des plus importantes constructions de la période seldjoukide.